# بک‌تست‌گیری
بک‌تست‌گیری اصطلاحی در مدل‌سازی است که برای اشاره به آزمودن یک مدل پیش‌بینی بر روی داده‌های تاریخی به کار می‌رود. بک‌تست‌گیری در حقیقت نوعی بازنگری و نوعی ویژه از اعتبارسنجی متقابل است که برای بازه‌های زمانی گذشته اعمال می‌شود.

## تحلیل مالی
بک‌تست در زمینه‌های اقتصادی و مالی به دنبال تخمین عملکرد یک استراتژی یا مدل در حالتی است که در یک دوره گذشته به کار گرفته شده باشد. محدودیتی که در بک‌تست وجود دارد، این است که این امر مستلزم شبیه‌سازی شرایط گذشته با جزئیات کافی است و نیاز به داده‌های تاریخی دقیق دارد. محدودیت دوم ناتوانی در مدل‌سازی استراتژی‌هایی است که بر قیمت‌های تاریخی تأثیر می‌گذارد. بک تست مانند مدل‌سازی‌های دیگر، با بیش‌برازش بالقوه محدود می‌شود؛ به این معنا که به‌طور معمول می‌توان راهبردی پیدا کرد که در گذشته به خوبی کار می‌کرده، اما در آینده به خوبی کار نخواهد کرد. با وجود این محدودیت‌ها، بک‌تست اطلاعاتی را به دست می‌دهد که در هنگام آزمایش مدل‌ها و استراتژی‌ها بر روی داده‌های مصنوعی در دسترس نیست.
از لحاظ تاریخی، بک‌تست‌گیری تنها توسط موسسات بزرگ و مدیران حرفه‌ای به دلیل هزینه‌ها و استفاده از مجموعه داده‌های دقیق انجام می‌شد. با این حال، بک تست به‌طور فزاینده ای بر مبنای گسترده‌تری مورد استفاده قرار می‌گیرد و پلتفرم‌های مستقل بک‌تست‌گیری مبتنی بر وب پدیدار شده‌اند. اگرچه این تکنیک به‌طور گسترده استفاده می‌شود، اما مستعد ضعف است. مقررات مالی بازل مؤسسات مالی بزرگ را ملزم می‌کند تا مدل‌های ریسک خاصی را پشت سر بگذارند.